# Ursenbach (Langete)
Der Ursenbach, auch Ursebach genannt, ist ein kleiner Fluss im Schweizer Kanton Bern. Seine Länge beträgt (mit Öschenbach) sieben Kilometer.

## Geographie

### Verlauf
Der Ursenbach entsteht im Ort Ursenbach auf 580 m ü. M. durch den Zusammenfluss von Öschenbach und Walterswilbach, der sich zuvor mit dem Moosbach vereinigte. In Wystäge (Gemeinde Leimiswil) gelangt der Ursenbach in die Langete.

### Einzugsgebiet
Das 20,2 km² grosse Einzugsgebiet des Ursenbachs liegt im Schweizer Mittelland und wird durch ihn über die Langete, die Murg, die Aare und den Rhein zur Nordsee entwässert.
Es besteht zu 26,7 % aus bestockter Fläche, zu 67,6 % aus Landwirtschaftsfläche, zu 5,5 % aus Siedlungsfläche und zu 0,2 % aus unproduktiven Flächen.
Die Flächenverteilung
Die mittlere Höhe des Einzugsgebietes beträgt 704,7 m ü. M., die minimale Höhe liegt bei 549 m ü. M. und die maximale Höhe bei 845 m ü. M.

### Quellbäche
- Öschebach (linker Quellbach), 5,7 km, 9,35 km², 170 l/s
- Walterswilbach (rechter Quellbach), 4,7 km, 9,06 km², 160 l/s

## Hydrologie
Bei der Mündung des Ursenbachs in die Langete beträgt seine modellierte mittlere Abflussmenge (MQ) 350 l/s. Sein Abflussregimetyp ist pluvial inférieur und seine Abflussvariabilität beträgt 25.